# Colocleora acharis
Colocleora acharis är en fjärilsart som beskrevs av Claude Herbulot 1962. Colocleora acharis ingår i släktet Colocleora och familjen mätare. Inga underarter finns listade i Catalogue of Life.